# Minuartia kashmirica
Minuartia kashmirica är en nejlikväxtart som först beskrevs av Michael Pakenham Edgeworth, och fick sitt nu gällande namn av Johannes Mattfeld. Minuartia kashmirica ingår i släktet nörlar, och familjen nejlikväxter. Inga underarter finns listade i Catalogue of Life.